# Klaus Berntsen
Klaus Espen Berntsen (12 de Junho de 1844 - 27 de Março de 1927) foi um político da Dinamarca. Ocupou o cargo de primeiro-ministro da Dinamarca.

## Biografia
Ele nasceu em 12 de junho de 1844. Ele era o pai de Aage Berntsen e Oluf Berntsen.
Muito cedo ele participou da política como um agitador popular e perspicaz, mas pertencente ao Venstre Moderado ele foi por muitos anos sem muita influência política. Após a reunião inicial dos antigos grupos Venstre, ele desempenhou um papel maior como ministro que levou à formação de seu próprio gabinete. Ele era um amigo pessoal do rei Frederico VIII e contava com o apoio do rei, mas seu governo foi acusado de falta de compreensão social. 1913 ele propôs a revisão da Constituição que foi realizada pelo segundo Gabinete Zahle. Quando se aposentou da política em 1926, ele era um dos políticos parlamentares ativos dinamarqueses mais antigos de todos os tempos.
Como membro do Folketing 1873-1884 e novamente 1886-1926, ele continua sendo o membro mais antigo do Parlamento dinamarquês e o único membro por mais de 50 anos.
Faleceu em 27 de março de 1927.